# Политичка неутралност
Политичка неутралност је спољно-политичка доктрина несврстаности у односу на постојеће геополитичке алијансе као што су: НАТО, ЕУ, ОДКБ, ЕАУ, ШОС. Најпознатији примери политичке неутралности огледају се у спољној политици Норвешке, Исланда и Швајцарске.
Творац политичке неутралности у Србији је Војислав Коштуница, оснивач и дугогодишњи (бивши) председник Демократске странке Србије.